# Homalomeneae
Homalomeneae, tribus  kozlačevki, dio je potporodice Aroideae. Sastoji se od tri roda raširenih po Aziji  i Južnoj Americi

## Rodovi
1. Adelonema Schott, 16 vrsta u Južnoj Americi
2. Furtadoa M.Hotta, 3 vrste, Sumatra i malajski poluotok
3. Homalomena Schott, 145 vrsta, tropska i suptropska Azija i zapadni Pacifik.